# 梅莱 (卡尔瓦多斯省)
梅莱（法語：Meslay，法語發音：[mɛlɛ] ⓘ）是法国卡尔瓦多斯省的一个市镇，属于卡昂区。

## 地理
梅莱（48°57'21"N, 0°23'47"W）面积5.69 平方千米，位于法国诺曼底大区卡爾瓦多斯省，该省份为法国西北部沿海省份，北濒大西洋英吉利海峡，东北与滨海塞纳省以海上边界相接，东临厄尔省，南至奧恩省，西与芒什省接壤。
与梅莱接壤的市镇（或旧市镇、城区）包括：多奈、塞尼莱苏尔斯。

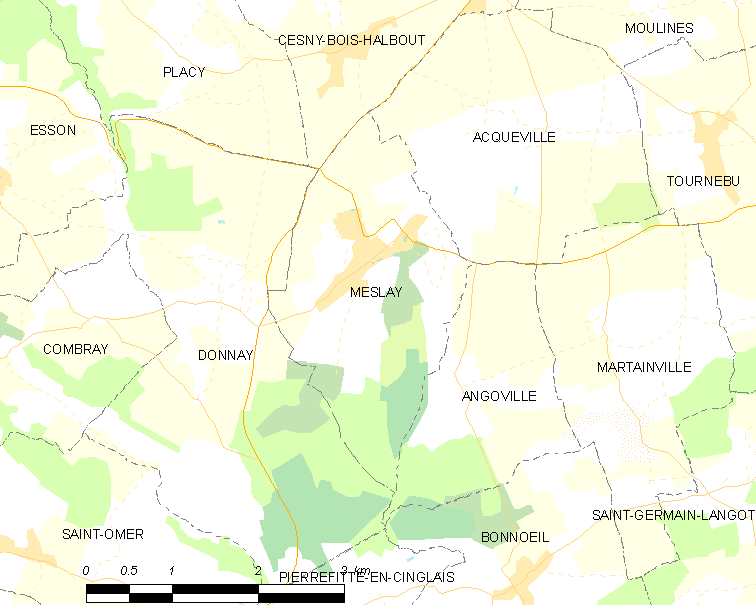
的OSM定位图

梅莱的时区为UTC+01:00、UTC+02:00（夏令时）。

## 行政
梅莱的邮政编码为14220，INSEE市镇编码为14411。

## 政治
梅莱所属的省级选区为勒奥姆县。

## 人口

1962-2008年间人口变化图示

梅莱于2022年1月1日时的人口数量为344人。